# Abramo di Alessandria
Abramo di Alessandria (in copto Ⲁⲃⲣⲁⲁⲙ, in arabo أبرآم بن زرعة‎?; Siria, ... – 3 dicembre 978) è stato il 62º Papa della Chiesa copta. La Chiesa copta lo venera con il titolo di santo.

## Biografia

### Infanzia
Siriano di nascita, era un ricco mercante che visitò l Egitto diverse volte e infine vi rimase, risiedendo ad Alessandria. Era noto per la sua bontà, devozione e amore per i poveri. Dopo la consacrazione, distribuì metà della sua ricchezza ai bisognosi e usò l'altra metà per costruire piscine in tutto l'Egitto, inclusa la piscina della chiesa di San Mercurio nel Cairo copto.

### Elezione
Durante il regno di Al-Muizz, che fu il primo sovrano fatimide dell'Egitto, il governo islamico era ambivalente nel trattare i copti, alternando simpatia e abusi con atrocità e brutalità. A quel tempo, la sede di San Marco era rimasta vacante per circa due anni. Alla fine i vescovi e i leader della comunità copta si riunirono nella Chiesa di San Sergio e Bacco al Cairo per scegliere possibili candidati. Mentre si stavano riunendo, Abramo il siriano, uomo devoto alla religione e alla pietà, entrò nella chiesa. Uno dei presenti rivolgendosi al vescovo, disse che se fosse alla ricerca di un candidato per il patriarcato, Dio avrebbe inviato loro un candidato. L'intero gruppo riunito fu colpito da questa coincidenza e decise all'unanimità di eleggerlo. Quindi portarono Abramo in catene di ferro ad Alessandria, dove fu consacrato come 62º Patriarca di Alessandria.

### Regno
Dopo essersi insediato, Abramo soppresse la pratica della simonia che era diventata un problema significativo durante gli ultimi numerosi patriarcati. Quindi rivolse la sua attenzione alla morale, spesso non seguita dagli arconti della chiesa, che spesso avevano sia concubine che mogli. Arrivò al punto di minacciare chiunque continuasse a violare la santità del matrimonio con la scomunica.

### Morte
Papa Abramo il Siriano morì il 3 dicembre 978 d.C.